# Кучиев, Эльбрус Борисович
Эльбрус Борисович Кучиев (5 февраля 1925 ― 26 октября 2015) ― советский и российский врач, общественный деятель, участник Великой Отечественной войны, почётный гражданин города Владикавказа (2009).

## Биография
Родился 5 февраля 1925 года в Северной Осетии. Завершив обучение в 9 классе, уже в 17 лет участвовал в боях защищая родную Осетию от немецко-фашистских захватчиков. Участник освобождения Владикавказа и Кубани, воевал под Моздоком, прошел всю войну. Ему было 18 лет, когда он стал инвалидом, получив за короткое время в боях два тяжелых ранения. Каждое ранение и долгое лечение в госпиталях. Может именно поэтому он принял решение стать врачом.
После окончания войны Эльбрус Кучиев поступил учиться в Северо-Осетинский государственный медицинский институт, успешно завершил обучение и приступил к работе в медицине. Имел медицинскую специальность — хирург.
В 1959 году Кучиева назначают на должность министра здравоохранения Северо-Осетинской АССР. В 34 года он стал самым молодым министром республики. Его организаторские способности позволили организовать большую работу по укреплению и развитию здравоохранения в республике. Все медицинские центры, которые продолжают работу и сейчас, были созданы в годы его трудовой деятельности на посту главного врача республики. После выхода на пенсию он стал работать главным врачом больницы СОГМА. Его инициатива создать в республике геронтологический центр. Общий трудовой стаж в медицине составил 60 лет.
В 2009 году решением депутатов удостоен звания «Почётный гражданин города Владикавказа».
Проживал в городе Владикавказе. Умер 26 октября 2015 года.

## Награды и звания
- два ордена Отечественной войны II степени
- два ордена Трудового Красного Знамени
- Орден Дружбы народов
- Орден Знак Почёта
- Орден «Слава Осетии»
- Медаль «За оборону Кавказа»
- Медаль «За победу над Германией в Великой Отечественной войне 1941—1945 гг.»
- другими медалями
- Заслуженный врач Российской Федерации
- Почётный гражданин города Владикавказа (30.12.2009).

## Память
- 4 февраля 2016 года именем почётного гражданина города Владикавказа была наименована республиканская клиническая больница[7].
- 3 февраля 2017 года на доме, где жил Эльбрус Борисович установлена мемориальная доска.